# Adam Elias von Siebold

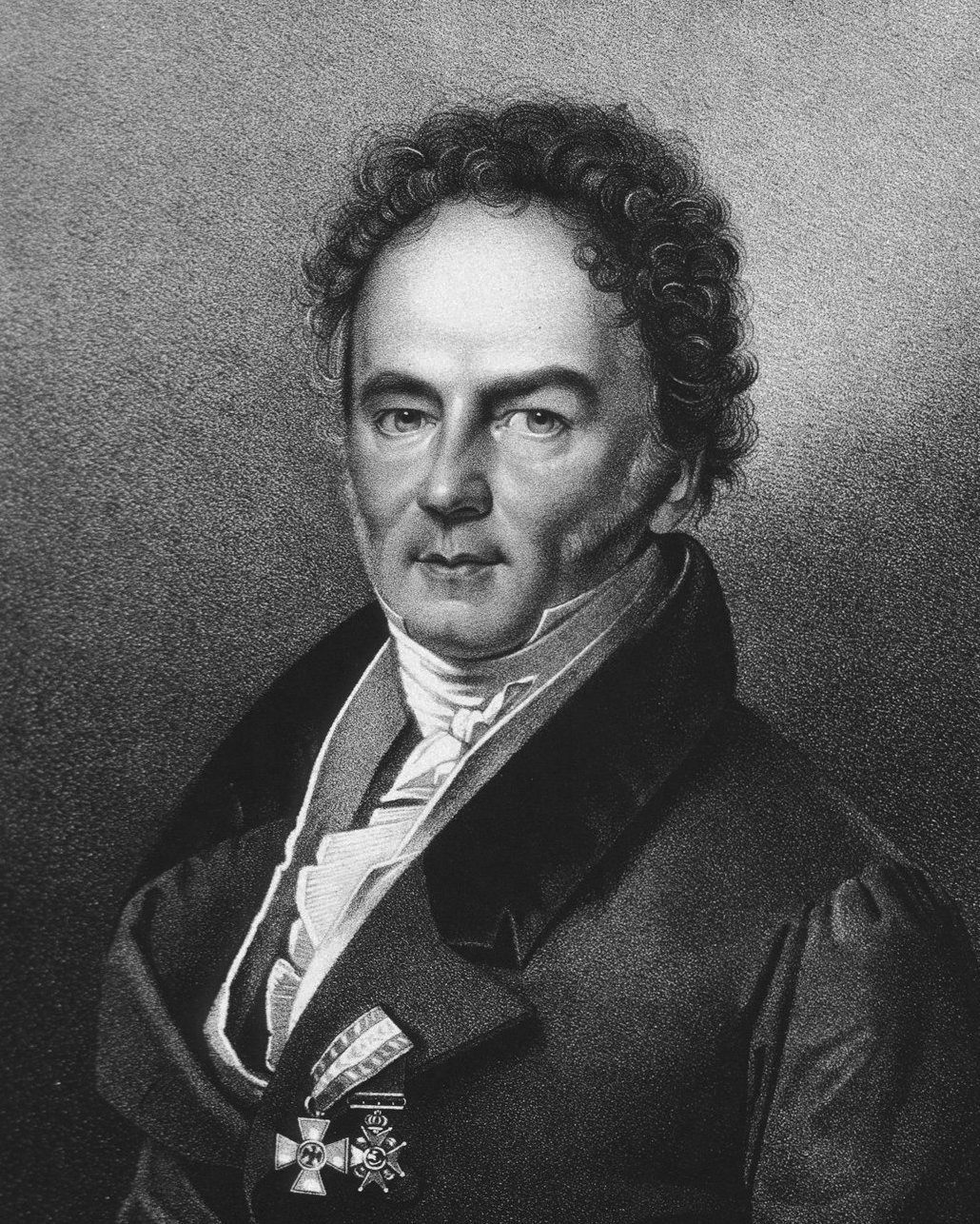
Adam Elias von Siebold, nach 1819

Adam Elias von Siebold, vor 1801 Adam Elias Siebold, auch Johann Elias Cosmas Adam Siebold (* 5. März 1775 in Würzburg; † 12. Juli 1828 in Berlin) war ein deutscher Geburtshelfer, Gynäkologe und Hochschullehrer. Er war Professor der Geburtshilfe sowie Lehrstuhlinhaber in Würzburg und Berlin.

## Leben
Adam Elias Siebold war der vierte und jüngste Sohn des Carl Caspar Siebold (1736–1807), Professor für Anatomie, Chirurgie und Geburtshilfe an der Universität Würzburg. Im Gegensatz zu seinen Brüdern sollte er nach dem Willen seines Vaters eigentlich Kaufmann werden, kehrte aber dann nach einer halbjährigen Lehrzeit in einem Augsburger Handelshaus nach Würzburg zurück, um ebenfalls Medizin zu studieren. Während seines 1792 begonnenen Studiums wurde er Mitglied im Constantistenorden. Nach Studien in Würzburg, Jena, wo bereits seit 1793 wenige Jahre zuvor auch sein älterer Bruder Barthel Siebold studierte, und Göttingen wieder in Würzburg wurde er im Jahr 1798 mit einer Dissertation „über die oft zweifelhafte Diagnose der Empfängnis und der Schwangerschaft“ (Dissertatio inauguralis medico-obstetricia sistens diagnosis conceptionis et graviditatis sarpe dubiam) zum Dr. med. promoviert. Im selben Jahr habilitierte er sich dort auch und durfte ab 3. November 1798 (drei Monate nach seiner Promotion) Privatvorlesungen über Geburtshilfe halten. Im Folgejahr 1799 wurde er zum Extraordinarius für das neue Fach „Geburtshilfe“ an der Universität Würzburg sowie zum ordentlichen Stadt- und Landhebammenmeister sowie zum ordentlichen Professor der Medizin und Geburtshilfe ernannt. Bei seinen Lehrern auf dem Gebiet der ihn bereits frühzeitigen interessierenden Geburtshilfe berief er sich besonders auf Johann Christian Stark (1753–1811) in Jena, Friedrich Benjamin Osiander (1759–1822) an der Geburtshilflichen Klinik in Göttingen und später, als er selbst schon Extraordinarius war, auf Johann Lukas Boër (1751–1835) in Wien. Siebold war befreundet mit Lebrecht Friedrich Benjamin Lentin.
Im Frühjahr 1800 besuchte er München und Wien, wo er sich die dortigen Geburtskliniken ansah. 1803 wurde er zum Medizinalrat ernannt und übernahm das Referat für Hebammenwesen. Im selben Jahr hatte er in Würzburg den Bau der ersten Gebäranstalt (die erste höhere „Bildungsanstalt für Aerzte als Accoucheurs“), eine Entbindungsklinik und Hebammenschule, beantragt, die er im Sommersemester 1805 als Ordinarius auch selbst – statt wie ursprünglich vorgesehen im ehemaligen Kloster St. Afra – in einem ehemaligen Epileptikerhaus in der Nähe des Juliusspitals in der Wallgasse 6, heute Klinikstraße 6 (wo 1858 die Augenklinik von Robert Ritter von Welz entstand), eröffnete und führte. Die neue drei Stockwerke umfassende Entbindungsklinik löste eine am Inneren Graben 18 im ehemaligen „Freihaus“ bis 1791 betriebene Einrichtung zur Aufnahme verunglückter Personen und insbesondere von Schwangeren mit plötzlich einsetzenden Wehen ab, wo von Johann Georg Christoph Siebold (gestorben 1798, ein Sohn von Carl Caspar von Siebold) am 17. Dezember 1791 ein provisorisches Entbindungsinstitut als erstes Entbindungshaus Würzburg eingerichtet worden war, in das auch arme Schwangere aus den Landgemeinden aufgenommen wurden. Siebold wohnte in der Oberwallgasse 269 (heute Klinikstraße 10) in unmittelbarer Nähe von Entbindungshaus und Juliusspital. 1807 wurde seine Schwägerin Josepha von Siebold, die Schwester seines Bruders Damian von Siebold, seine Schülerin. 1815 erhielt sie ein Ehrendoktorat der Geburtshilfe von der Universität Göttingen. Im Wintersemester 1815/1816 hatte Adam Elias von Siebold die chirurgischen Vorlesungen für den erkrankten Georg Anton Markard (seit dem Tod von Barthel von Siebold, Adam Elias von Siebolds Bruder, Professor) übernommen bis Cajetan von Textor nach Würzburg kam In den Jahren 1815 und 1816 hielt er als Leiter der Gebäranstalt auch Vorlesungen über Säuglingskrankheiten.
Nachdem Adam Elias von Siebold (anders als 1812) 1816, nach der im Juli 1816 genehmigtem Entlassung aus den Würzburger Diensten durch den bayerischen König, im Oktober 1816 einem Ruf nach Berlin gefolgt war, eröffnete er im Jahr 1817 an der Charité die neue Universitätsfrauenklinik und gliederte ihr jeweils eine Poliklinik für kranke Frauen und eine für Geburtshilfe an. Siebold war einer der ersten deutschen Gynäkologen, der die Klitoridektomie im Falle weiblicher Masturbation empfahl. Sein ehemaliges Wohnhaus in Würzburg wurde 1820 vom Juliusspital erworben und bis 1821 zu einem neuen Epileptikerhaus umgebaut. Neben dem von ihm 1805 eingerichteten Gebärhaus entstand später von 1851 bis 1856 unter Scanzoni eine „Kreisentbindungsanstalt“.
Siebold betätigte sich als Autor mehrerer Lehrbücher, entwickelte in Würzburg ein Übungsphantom für den praktischen Hebammenunterricht in der Geburtshilfe und war ab 1802 Herausgeber der medizinischen Fachzeitschrift Lucina. Eine Zeitschrift zur Vervollkommnung der Entbindungs-Kunst, eine der ersten geburtshilflichen Zeitschriften. Ihm wird das Zitat zugeschrieben: „Stille und Ruhe, Zeit und Geduld, Achtung der Natur und dem gebärenden Weibe, und der Kunst Achtung, wenn ihre Hülfe die Natur gebietet.“ Am 15. Mai 1804 wurde er zum Mitglied (Matrikel-Nr. 1025) der Kaiserlichen Akademie der Naturforscher Leopoldina gewählt und erhielt dort den Beinamen „Cleophantus III“.
Er starb mit 53 Jahren an einem Magenleiden. Seine Nachfolge als Leiter der Würzburger Gebärklinik („Entbindungsanstalt“) übernahm Joseph Servatius d’Outrepont (1775–1845).

## Familie
Siebold heiratete 1800 Sophie Schaeffer (1779–1816) eine Tochter des Leibarztes Jacob von Schaeffer (1752–1826). Das Paar hatte 5 Söhne, von denen 3 früh verstarben, sowie 5 Töchter, von denen 2 früh starben:
- Eduard Caspar Jacob (* 19. März 1801; † 27. Oktober 1861) ⚭ Wilhelmine Nöldechen (1800–1892)
- Carl Theodor Ernst (* 16. Februar 1804; † 7. April 1885)

⚭ Fanny Noeldechen (* 1804; † 26. Dezember 1854)
⚭ Antonie Noeldechen (* 2. September 1816; † 5. August 1896)
- Sophia (1805–1837) ⚭ Hans Wichmann († vor 1847), Landwirt, Amtmann
- Bertha (1807–1889) ⚭ Hans Wichmann
- Louise (1814-nach 1876) ⚭ N.N. Meyer, Kaufmann in Stettin

Nach dem Tod seiner ersten Frau heiratete er 1823 in Berlin Friederike Auguste Pauly (1806–1845), die Tochter des Oberamtmanns in Blankenburg Johann Friedrich Pauly. Das Paar hatte zwei Töchter, von denen eine früh verstarb:
- Marie (1828–1909) ⚭ Hermann August Berger (1821–1887), Gutsbesitzer und Oberamtmann

## Ehrungen
- 1804: Aufnahme in die Leopoldina
- 1806: Aufnahme in die Pariser Société d’Émulation
- 1808: Ehrenmitglied der Physikalisch-medizinischen Gesellschaft zu Erlangen
- 1809: Ehrenmitglied der Wetterauischen Gesellschaft für die gesamte Naturkunde in Hanau
- 1816: Ernennung zum Königlich Preußischen General
- 1818: Die Kaiserinmutter von Russland verleiht ihm einen Brillantring
- 1819: Goldene Verdienstmedaille von Preußen
- 1819: Ehrendoktorwürde der Philosophischen Fakultät der Universität Würzburg
- 1819: Ritter des hannoverschen Guelphen-Ordens
- 1820: Roter Adlerorden III. Klasse

Das Siebold-Gymnasium in Würzburg wurde zur Erinnerung an ihn und weitere bedeutende Mitglieder seiner Familie (insbesondere seinen Neffen Philipp Franz von Siebold) so benannt.

## Schriften (Auswahl)
- Dissertatio inauguralis medico-obstetrica sistens diagnosis conceptionis et graviditatis saepe dubium. Nitribitt, Würzburg 1798.
- Ein Paar Worte an meine Herrn Zuhörer über einige Gegenstände der Geburtshilfe. Stahel, Würzburg 1799.
- Über praktischen Unterricht in der Entbindungskunst nebst einer systematischen Uebersicht seiner praktischen Uebungen am Phantom. Grattenauer, Nürnberg 1803.
- Lehrbuch der theoretisch-praktischen Entbindungskunde. 1803; 2. Auflage 1813 (Lehrbuch der Hebammenkunst); in 2 Bänden: 1821–1824.
- Vorschläge für die nützliche Kultur der Entbindungskunde im Fürstenthume Würzburg. In: Lucina. Band 1, 1804, S. 341–363.
- Ueber Zweck und Organisation der Klinik in einer Entbindungsanstalt. Ein Programm zur Eröffnung der klinischen Schule in der neuen Churfürstlichen Entbindungsanstalt an der Julius-Maximilians-Universität zu Würzburg. Bamberg/Würzburg 1806.
- Annalen der clinischen Schule an der Entbindungsanstalt zu Würzburg […] 1805. Band 1. Jacobäer, Leipzig 1806.
- Annalen der klinischen Schule an der Entbindungsanstalt zu Würzburg des Jahres 1806. In: Lucina. Band 5, 1809, S. 227–283.
- Uebersicht der merkwürdigsten Vorfälle in der großherzoglichen Entbindungsanstalt zu Würzburg […]. [1808 bis 1813] In: Medicinisch-Chirurgische Zeitung Salzburg. 1809, II, S. 302–304, 1812, II, S. 332–336, 346–352 und 365–368; und in: Journal für Geburtshülfe, Frauenzimmer- und Kinderkrankheiten. 1813, I, S. 114–140, und 1815, I, S. 576–601.
- Geschichte der Hebammen-Schule zu Würzburg. Ein Programm zu der am 5. Jänner zu haltenden öffentlichen Prüfung und Preis-Vertheilung an der Hebammen-Schule daselbst im Hörsaale der großherzoglichen Entbindungsanstalt. Stahel, Würzburg 1810.
- Handbuch zur Erkenntniß und Heilung der Frauenzimmerkrankheiten. Varrentrapp und Sohn, Frankfurt am Main 1811.
- Handbuch zur Erkenntniß und Heilung der Frauenzimmerkrankheiten. Zweiter Band. Erster Abschnitt: Von den Krankheiten des reproduktiven Systems. Zweiter Abschnitt: Von den Krankheiten der Gebärenden. Barrentrapp, Frankfurt a. M. 1815.
- Ueber ein bequemes und einfaches Kissen zur Erleichterung der Geburt und Geburtshilfe. Berlin 1818.
- Handbuch zur Erkenntniß und Heilung der Frauenzimmerkrankheiten. Erster Band. Erster Abschnitt: Physische Individualität des Weibes. Zweiter Abschnitt: Von der Bleichsucht, der Mutterwuth, der Hysterie und Unfruchtbarkeit. Dritter Abschnitt: Von den Krankheiten der Brüste. Vierter Abschnitt: Von den Krankheiten der Geburtstheile. Barrentrapp, Frankfurt a. M. 1821, 797 Seiten.
- Ueber den Gebärmutterkrebs, dessen Entstehung und Verhütung. Berlin 1824.
- Handbuch zur Erkenntniß und Heilung der Krankheiten der Wöchnerinnen. Frankfurt am Main 1826.
- Ausführliche Beschreibungen der Heilquellen zu Kissingen und ihre Auswirkung besonders bei Frauenzimmerkrankheiten. 1828
- Dr. J. G. C. Schäffers Biographie, Schade, Berlin 1824.